# Adolf Bachmann
Adolf Bachmann, född den 27 januari 1849 i Kulsam, Böhmen, död den 31 oktober 1914 i Prag, var en österrikisk historiker.
Bachmann blev 1880 extra ordinarie och 1885 ordinarie professor i österrikisk historia vid Prags universitet. Bland hans många bidrag till 1400-talets tyska historia märks Deutsche Reichsgeschichte im zeitalter Friedrichs III und Max I (2 band, 1884–94). Bachmann författade även Lehrbuch der österreichischen Reichsgeschichte (1896) och Geschichte Böhmens (del 1, 1899) samt utgav en mängd akter till Tysklands och Österrikes historia under Fredrik III (i "Fontes rerum austriacarum", delarna 42, 44 och 46).